# ФК Вождовац
ФК Вождовац је српски фудбалски клуб из истоимене београдске општине. Клуб је основан 1912. године и домаће утакмице од августа 2013. године игра на стадиону у Заплањској улици, са капацитетом од око 5200 места, јединственом по томе што се налази на крову тржног центра.
ФК Вождовац се тренутно такмичи у Првој лиги Србије, другом такмичарском нивоу српског фудбала.

## Историја
ФК Вождовац је основан 1912. као ФК Душановац, а 1929. мења име у Вождовачки СК. У сезони 1963/64. клуб осваја Северну групу Српске лиге и обезбеђује пласман у Другу савезну лигу.

### Вождовац у Другој лиги СФРЈ (1964—1973)
Вождовачки је у савезном рангу фудбалских такмичења СФРЈ провео готово целу деценију без прекида. Прве четири сезоне клуб се такмичио у Источној групи, у којој је два пута освојио 6. место. Сезону 1967/68. Вождовачки је завршио на последњем месту, али је због реорганизације и повећања броја група са две на четири задржао статус друголигаша.
Од 1968. до 1973. године Вождовачки је био члан Северне групе Друге лиге. Најбољи резултат у дотадашњој историји клуба је остварен у сезони 1970/71. Вождовачки је заузео високо 4. место, иза повремених прволигаша: ФК Пролетер Зрењанин
, НК Осијек и ФК Спартак Суботица.
У међувремену се оснива ФК Слобода, а добар однос кулминирао је 1973. када се ова два клуба спајају, те настаје ФК Вождовац. Међутим, исте године поново долази до реорганизације и број група у Другој лиги се смањује на две. Вождовачки је у баражу за попуну лиге поражен од локалног ривала ФК Рад те испада у нижи ранг.
Клуб је једанпут освојио и Београдски куп.

### Ране 2000-е, Вождовац у Првој лиги
Након три деценије боравка у нижим лигама, 2004. године клуб осваја Српску лигу Београд и улази у Прву Телеком лигу. Након прве повратничке сезоне у другом рангу, ФК Вождовац се 27. јуна 2005. ујединио са ФК Железником, који се борио са финансијским проблемима. Тако је Вождовац преузео Железниково место у Првој лиги Србије и Црне Горе.
Већ у првој сезони 2005/06. Вождовац је изненађење првенства и осваја 3. место, али одустаје од учешћа у УЕФА купу. Следеће сезоне клуб испада из Суперлиге, а затим испада и из Прве лиге Србије у сезони 2008/09.

### Полуфинале Купа и новија историја
Након три године такмичења у Српској лиги Београд, Вождовац у сезони 2011/12. осваја прво место и враћа се у Прву лигу Србије. Ту проводи једну годину и завршава сезону на 3. месту. После одустајања ФК Хајдук Кула, Вождовац заузима упражњено место и од 2013. поново учествује у Суперлиги Србије.
Вождовац није имао запаженијих резултата у такмичењима за државни Куп све до сезоне 2014/15. Те сезоне, „Змајеви” су у четвртфиналу елиминисали ФК Спартак Суботица са 2:1 и изборили саму завршницу Купa Србије. У полуфиналу je ФК Чукарички био бољи у двомечу - 0:2 и 1:4. Две године касније, Вождовац је стигао до четвртфинала где га је након преокрета са 1:2 елиминисао ФК Партизан.

## Стадион
Вождовац своје утакмице игра на Стадиону Тржни центар који је смештен на четвртом нивоу тржног центра у Заплањској улици и направљен је по стандардима УЕФА. Има 5.174 седећих места, покривене све четири трибине и рефлекторе. Сам терен је на 24 метара изнад тла, а последњи ред трибина на 45.
Стадион је отворен лигашком утакмицом Вождовца са Јагодином у оквиру 4. кола Суперлиге, 31. августа 2013. То је истовремено била и прва утакмица Суперлиге играна на вештачкој трави.

## Навијачи
Тренутна група навијача Вождовца зову се Инвалиди Вождовац.
Прва група формирана звали су се Вилењаци и формирани су 1987. године. Око тог времена појавили су се и Змајеви који носе традиционални надимак ФК Вождовца. Године 1988. долазе и Genoes United а у то време су се Змајеви придружили Вилењацима. После извесног времена и Genoes United прешли су у Вилењаке док 1989 долази група под именом Хасини Трафикари које је довео играч Вождовца, Хаса. Полако су се Вилењаци распали а 1990. године долазе Инвалиди Вождовац и полако расту. Тренутни број активних чланова је око 100.

## Успеси
- Прва лига Србије и Црне Горе:

3. место (1): 2005/06.
- Куп Србије:

Полуфиналиста (1): 2014/15.

## Новији резултати
| Сезона   | Ранг | Лига                | Позиција | ИГ | Д  | Н  | П  | ГД | ГП | ГР  | Бод     | Куп                  |
| -------- | ---- | ------------------- | -------- | -- | -- | -- | -- | -- | -- | --- | ------- | -------------------- |
| 2006/07. | 1    | Суперлига Србије    | 11.      | 32 | 10 | 7  | 15 | 33 | 45 | -12 | 37      | Осмина финала        |
| 2007/08. | 2    | Прва лига Србије    | 5.       | 34 | 16 | 9  | 9  | 37 | 27 | +10 | 57      | Шеснаестина финала   |
| 2008/09. | 2    | Прва лига Србије    | 17.      | 34 | 7  | 11 | 16 | 32 | 43 | -11 | 32      | Шеснаестина финала   |
| 2009/10. | 3    | Српска лига Београд | 6.       | 30 | 9  | 13 | 8  | 27 | 27 | 0   | 40      | Шеснаестина финала   |
| 2010/11. | 3    | Српска лига Београд | 6.       | 30 | 11 | 7  | 12 | 27 | 41 | -14 | 40      | Није се квалификовао |
| 2011/12. | 3    | Српска лига Београд | 1.       | 30 | 20 | 6  | 4  | 60 | 17 | +43 | 66      | Није се квалификовао |
| 2012/13. | 2    | Прва лига Србије    | 3.       | 34 | 17 | 12 | 5  | 49 | 22 | +27 | 63      | Није се квалификовао |
| 2013/14. | 1    | Суперлига Србије    | 7.       | 30 | 12 | 6  | 12 | 34 | 35 | -1  | 42      | Осмина финала        |
| 2014/15. | 1    | Суперлига Србије    | 12.      | 30 | 9  | 7  | 14 | 24 | 37 | -13 | 34      | Полуфинале           |
| 2015/16. | 1    | Суперлига Србије    | 7.       | 37 | 11 | 12 | 14 | 34 | 36 | -2  | 25 (45) | Осмина финала        |
| 2016/17. | 1    | Суперлига Србије    | 7.       | 37 | 14 | 6  | 17 | 41 | 51 | -10 | 27 (48) | Четвртфинале         |
| 2017/18. | 1    | Суперлига Србије    | 5.       | 37 | 16 | 8  | 13 | 48 | 42 | +6  | 33 (47) | Шеснаестина финала   |
| 2018/19. | 1    | Суперлига Србије    | 11.      | 37 | 12 | 7  | 18 | 36 | 48 | -12 | 25 (43) | Шеснаестина финала   |
| 2019/20. | 1    | Суперлига Србије    | 8.       | 30 | 13 | 6  | 11 | 45 | 41 | +4  | 45      | Шеснаестина финала   |
| 2020/21. | 1    | Суперлига Србије    | 14.      | 38 | 13 | 9  | 16 | 49 | 59 | -10 | 48      | Четвртфинале         |
| 2021/22. | 1    | Суперлига Србије    | 5.       | 37 | 13 | 10 | 14 | 48 | 45 | +3  | 49      | Шеснаестина финала   |
| 2022/23. | 1    | Суперлига Србије    | 7.       | 37 | 13 | 7  | 17 | 29 | 52 | -23 | 46      | Шеснаестина финала   |
| 2023/24. | 1    | Суперлига Србије    | 15.      | 37 | 9  | 11 | 17 | 46 | 58 | -12 | 38      | Четвртфинале         |
| 2024/25. | 2    | Прва лига Србије    | 5.       | 37 | 14 | 13 | 10 | 38 | 29 | +9  | 55      | Шеснаестина финала   |
| 2025/26. | 2    | Прва лига Србије    | —        | —  | —  | —  | —  | —  | —  | —   | —       | —                    |

## Тренутни састав
Од 25. фебруара 2023.
| Бр. |                     | Позиција | Играч             |
| --- | ------------------- | -------- | ----------------- |
| 3   | Србија              | О        | Филип Дамјановић  |
| 4   | Босна и Херцеговина | О        | Ненад Никић       |
| 5   | Србија              | О        | Душан Јоковић     |
| 6   | Србија              | С        | Алекса Матић      |
| 7   | Северна Македонија  | С        | Владан Новевски   |
| 8   | Србија              | С        | Богдан Јочић      |
| 9   | Босна и Херцеговина | Н        | Данило Теодоровић |
| 10  | Словенија           | Н        | Харис Кадрић      |
| 11  | Црна Гора           | С        | Никша Вујановић   |
| 15  | Србија              | О        | Марко Мијаиловић  |
| 16  | Србија              | С        | Матија Митровић   |
| 17  | Србија              | С        | Предраг Медић     |
| 18  | Србија              | О        | Никола Зечевић    |
| 19  | Србија              | Г        | Андрија Катић     |
| 20  | Србија              | О        | Матеја Ђорђевић   |

| Бр. |                     | Позиција | Играч               |
| --- | ------------------- | -------- | ------------------- |
| 21  | Србија              | С        | Един Ајдиновић      |
| 22  | Босна и Херцеговина | Г        | Сергеј Бјелица      |
| 23  | Србија              | Н        | Драган Стоисављевић |
| 24  | Србија              | О        | Дамјан Даничић      |
| 26  | Србија              | С        | Филип Јорговановић  |
| 27  | Србија              | С        | Милош Пантовић      |
| 28  | Србија              | С        | Андрија Лазаревић   |
| 30  | Србија              | Н        | Душан Додић         |
| 31  | Србија              | Г        | Милош Крунић        |
| 33  | Србија              | О        | Никола Ђуричић      |
| 35  | Србија              | С        | Марко Ивезић        |
| 42  | Србија              | О        | Михајло Драгићевић  |
| 44  | Србија              | О        | Вукашин Ђурђевић    |
| 72  | Србија              | Н        | Борисав Бурмаз      |
| 77  | Србија              | С        | Михајло Нешковић    |

## Историја скоријих тренера
Списак скоријих тренера првог тима Вождовца:
- Никола Пуача (август 2022 – )
- Небојша Јандрић (јул 2022 – август 2022)
- Александар Линта (септембар 2021 – јун 2022)
- Предраг Роган (април 2021 – септембар 2022)
- Јован Дамјановић (март 2020 – април 2021)
- Радомир Коковић (мај 2019 – март 2020)
- Драган Аничић (октобар 2018 – мај 2019)
- Јован Дамјановић (септембар 2018 – октобар 2018)
- Бранко Војиновић (јул 2018 – септембар 2018)
- Милош Веселиновић (јануар 2018 – јун 2018)
- Илија Столица (новембар 2016 – децембар 2017)
- Братислав Живковић (март 2015 – новембар 2016)
- Зоран Милинковић (јануар 2014 – март 2015)
- Ненад Лалатовић (јул 2013 – јануар 2014)
- Александар Јањић (април 2013 – јун 2013)
- Михајло Ивановић (јул 2012 – март 2013)
- Михајло Ивановић (април 2006 – децембар 2007)
- Мирослав Вукашиновић (фебруар 2007 – јун 2007)
- Душан Јеврић (август 2006 – март 2007)
- Томислав Сивић (јул 2006 – јун 2007)
- Михајло Ивановић (мај 2005 – мај 2006)